# PIC16x84

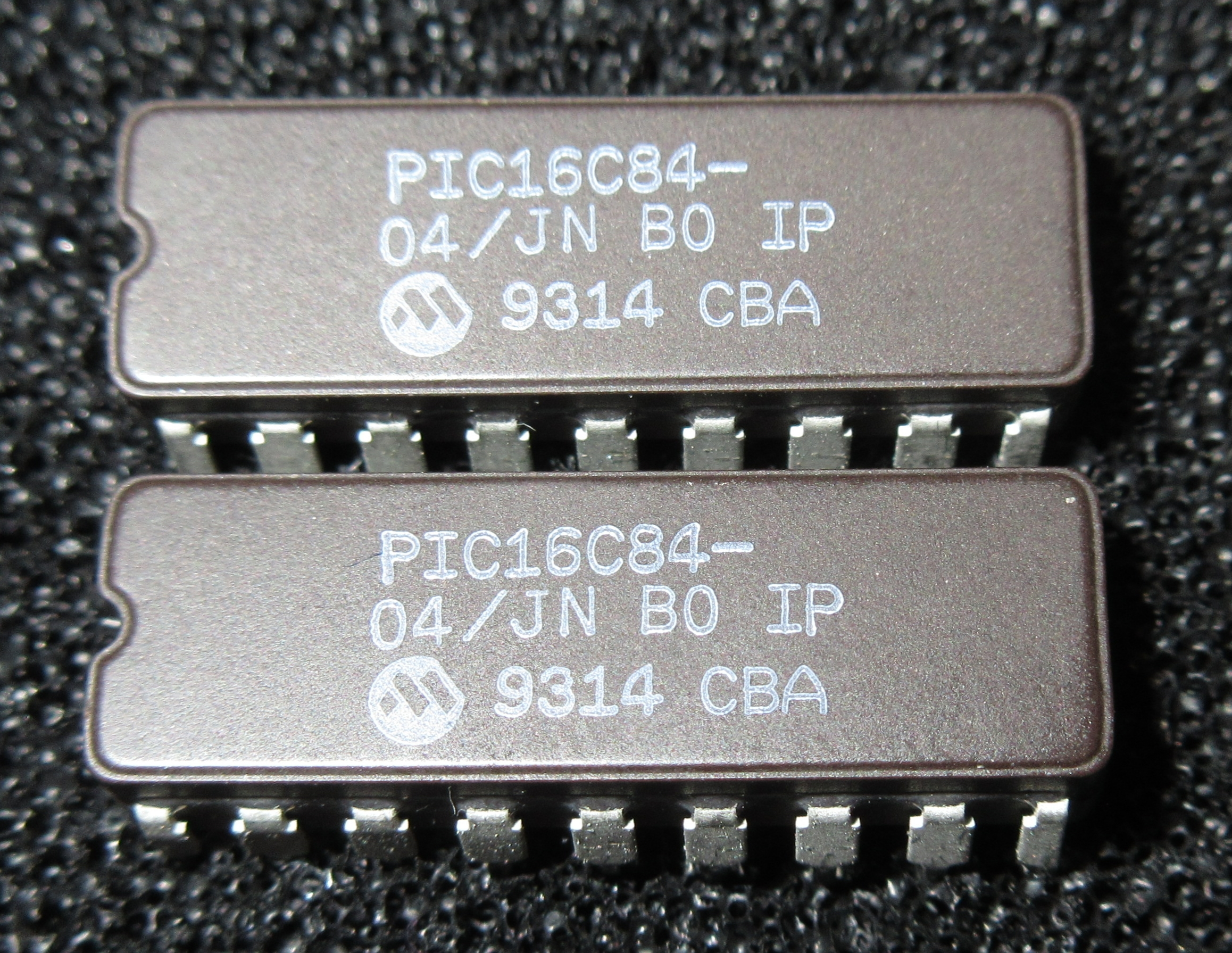
2x Microchip PIC16C84

PIC16C84 (з 1993 року), PIC16F84 і PIC16F84A (з 1998 року) — мікроконтролери в сімействі 14-бітної серіі мікроконтролерів PIC, що випускалися Microchip Technology.

## Опис
PIC16x84 є мікроконтролером в сімействі PIC-контролерів виробництва Microchip Technology.
PIC16x84 характеризується одним 8-бітним таймером і має 13 ліній вводу-виводу. PIC16x84 став популярним в багатьох радіолюбителів, оскільки він використовує послідовний алгоритм програмування, за допомогою якого можна програмувати контролер дуже простим програматорами. Крім того, він використовує EEPROM пам'ять, тому його легко перезаписувати і не вимагає спеціальних інструментів для цього. Вона також має 64 байта EEPROM для зберігання призначених користувачем даних.
У PIC16x84 було легко зламати захищену частину програми. Microchip виправив це випустивши PIC16F84 (а потім і PIC16F84A), а також PIC16C84 без можливості перезапису.

## F-версії
PIC16F84/PIC16F84A є вдосконаленою версією PIC16C84 і є повністю сумісним з ним, має з більший захист програм і з допомогою флеш-пам'яттю замість EEPROM-пам'яті для пам'яті програм. PIC16F84/PIC16F84A має 68 байт оперативної пам'яті, в той час як PIC16C84 має 36 байт.
Ці два чипи дуже схожі за своїми властивостями, тому їх часто називають спільним терміном PIC16x84 (використовується як шаблон коли мова йде про чипи).

## Історія
PIC16C84 був виведений на ринок в 1993 році і це був перший мікроконтролер PIC з функцією послідовного програмування і EEPROM пам'яттю. Обидва контролери цієї серії широко використовуються радіолюбителями. З часом, PIC16C84 був знятий з виробництва, а його місце було зайняте новим PIC16F84. Програмне забезпечення для PIC16F84 відрізнялося від аналогічного для PIC16C84, але програматор залишився той самий.
1998 року Microchip Technology представила поліпшений PIC16F84A. Ця мікросхема, на відміну від попередника, працювала на більш високих тактових частотах (до 20 МГц) та потребувала менший струм живлення.
PIC16x84 є членами родини 14-розрядних мікроконтролерів серії (розмір командного слова становить 14 бітів для всіх інструкцій).

## Замінність та сумісність
Лінійки продуктів (серії контролерів) Microchip зазнали багато змін з часів випуску PIC16x84 і стали потужнішими, гнучкішими, дешевшими, але залишились сумісні за контактами.
Теперішній[коли?] програмний код для 16x84 код може потребувати деяких модифікацій для використання для інших контролерів PIC.
| Окрема модель | Опис або примітка |
| ------------- | --- |
| PIC16F84A     | 1K пам'яті програм, 68 байт пам'яті даних, 64 байт EEPROM, 1 таймер (перераховані для порівняння) |
| PIC16F628A    | 2К пам'яті програм, 224 байт пам'яті даних, 128 байт EEPROM, 3 таймера, апаратний ШІМ, на борту 4 MHz/37 кГц RC генератор. |
| PIC16F648A    | Те ж, що 16F628A з 4К пам'яті програм. |
| PIC16F88      | Енргозберігаючий варіант технології, 4K пам'яті програм, 368 байт пам'яті даних, 256 байт EEPROM, 3 таймера, апаратний ШІМ, на борту 8 MHz/37 кГц прецезіний генератор, 7-входів 10-розрядного АЦП, синхронний послідовний порт з підтримкою SPI та I2C.  |
| PIC16F1827    | Енргозберігаючий варіант технології XLP, 4К пам'яті програм, 368 байт пам'яті даних, 256 байт EEPROM, 5 таймерів, модуль апаратного ШІМ, на борту 32 Mhz/37Khz прецизійний генератор, 12-входів 10-розрядного АЦП, фазова автопідстройка частоти (4*PLL). |